# Аккерман, Карл Густав
Ка́рл Гу́став А́керман (нем. Karl Gustav Ackermann) — саксонский политик, депутат рейхстага.
Родился 10 апреля 1820 года. Окончил Лейпцигский университет и в 1847 году поселился в Дрездене, где занимал различные должности. С 1853 года был членом тамошнего городского совета, а с 1854 года — вице-президентом, а затем президентом. В 1878 году получил почётное гражданство в этом городе. С 1869 года он как представитель Дрезденского избирательного округа по левому берегу Эльбы заседал в германском рейхстаге и принадлежал к немецко-консервативной партии; проявил свою деятельность в области промышленного законодательства. В 1881—1884 гг. Акерман был вторым вице-президентом рейхстага.
Карл Густав Акерман скончался 1 марта 1901 года.